# سیارک ۱۵۳۹۷
سیارک ۱۵۳۹۷ (به انگلیسی: 15397 Ksoari، نامگذاری:1997UK7) پانزده هزار و سیصد و نود و هفتمین سیارک کشف شده‌است که در ۲۷ اکتبر ۱۹۹۷ کشف شد.
قدر مطلق سیارک برابر ۱۴٫۳۰ است.